# Josef Kadraba
Josef Kadraba   (Řevničov, 29 de setembre de 1933 - Praga, 5 d'agost de 2019) fou un futbolista txec de la dècada de 1960.
Fou 17 cops internacional amb la selecció de futbol de Txecoslovàquia amb la qual participà a la copa del Món de futbol de 1962.
Pel que fa a clubs, destacà a AC Sparta Praga, SK Kladno i SK Slavia Praga.